# Mississippi River Delta

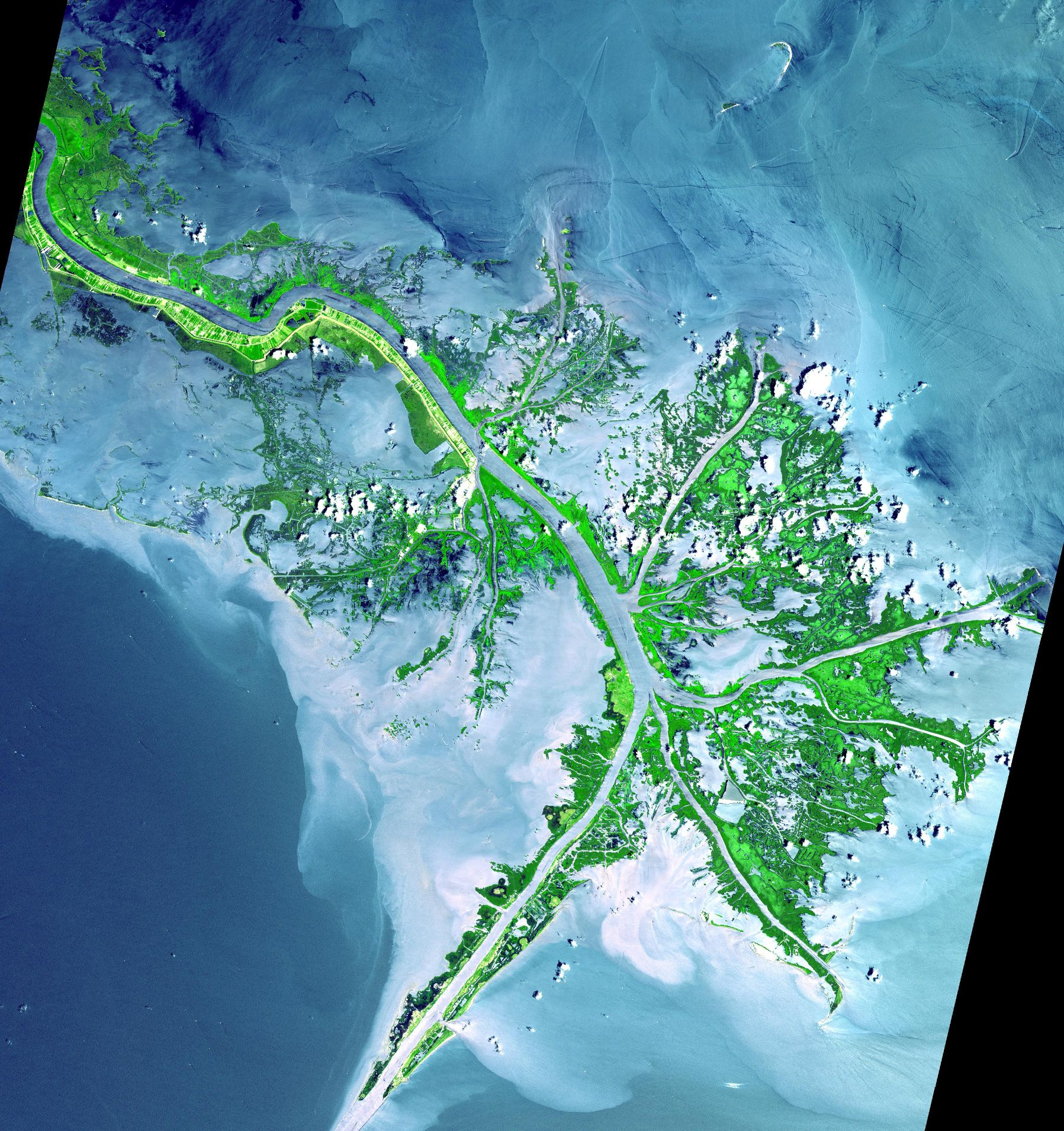
Der geologisch jüngste Teil des Deltas im Jahre 2001, vor den Zerstörungen durch die Hurricanes Katrina und Rita 2005

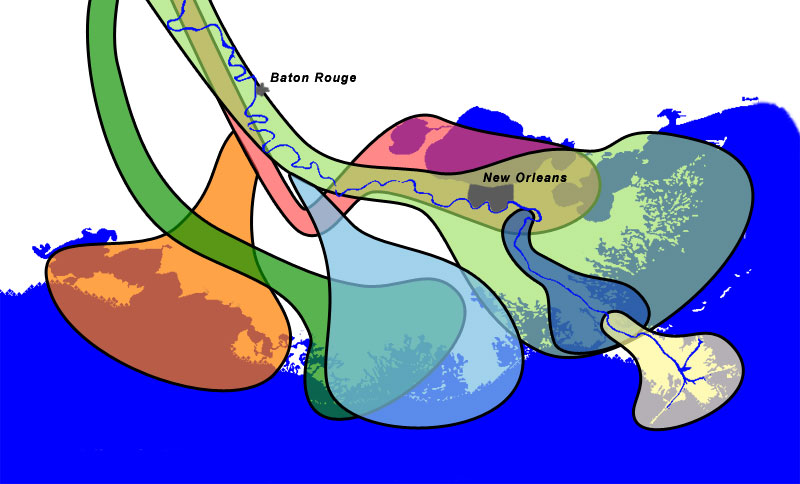
Die „Delta Lobes“, verschiedene Sedimentfächer, die im Holozän von den Mündungsarmen des Mississippi vor der Küste Louisianas aufgeschüttet wurden

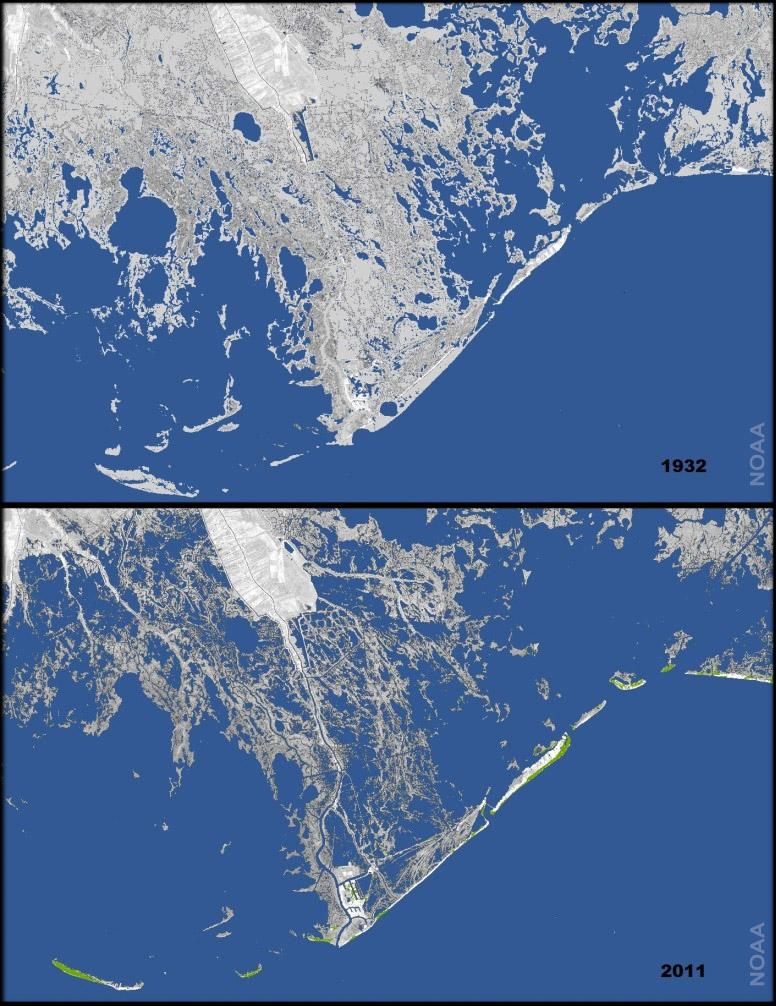
Luftaufnahmen, welche die Landverluste zwischen 1932 und 2012 zeigen

Das Mississippi River Delta ist eine Land- und Wasserfläche im Süden der USA. Das Delta bildet sich seit dem Holozän, weil durch den Mississippi River transportierte Schwebestoffe sich vor der Mündung des Flusses ablagern. In den letzten fünftausend Jahren hat sich so die Küste Louisianas um 25 bis 80 Kilometer in den Golf von Mexiko vorgeschoben. Das Mississippi-Delta ist der südlichste Teil der Lower Mississippi Delta Region, die rund 1200 Kilometer weiter flussaufwärts im südlichen Illinois beginnt. Das Delta ist bis zu der Ortschaft Venice über eine befestigte Straße (LA-23) erschlossen.
Das rund 12.000 Quadratkilometer umfassende Flussdelta ist ein ökologisch wichtiger Bestandteil des Golfs und macht 40 Prozent der salzigen Marschlandschaften in den kontinentalen USA aus. Es ist ein bedeutender Fangplatz für die Fischerei, unter anderem für Garnelen, Krabben und Flusskrebse. Durch das Delta fahren zahlreiche Schiffe. Ein großer Teil des in die Vereinigten Staaten verschifften Erdöls wird in Port Fourchon, Louisiana angelandet. 
Zunehmende Nutzung durch den Menschen und der als Folge des Klimawandels ansteigende Meeresspiegel stellen eine Bedrohung für das Delta dar.